# Solanum havanense
Solanum havanense är en potatisväxtart som beskrevs av Nikolaus Joseph von Jacquin. Solanum havanense ingår i släktet skattor som ingår i familjen potatisväxter. Inga underarter finns listade i Catalogue of Life.